# John Toshack
John Benjamin Toshack, född 22 mars 1949 i Cardiff, är en walesisk fotbollstränare och tidigare spelare.

## Spelarkarriär
Toshack började sin fotbollskarriär i Cardiff City FC vid 16 års ålder. Efter fyra år i Cardiff värvades han till Liverpool FC i november 1970. Under hans tid i klubben gjorden han 96 mål och var med om att vinna ligan 1973, 1976 och 1977, FA-cupen 1974 och UEFA-cupen 1973 och 1976. Toshack spelade i det walesiska landslaget på ungdoms-, U-23 och seniorlandslagsnivå. Totalt gjorde han 40 A-landskamper och gjorde 12 mål. Tyvärr blev hans spelarkarriär hindrad av skador och 1978 flyttade han till Swansea City AFC för att bli spelande tränare.

## Tränarkarriär
Toshack gjorde omedelbar succé i Swansea; laget gick från fjärde till första divisionen på bara fyra år.
1984 åtsågs Toshack till ny manager i portugisiska Sporting Lissabon, men klarade sig bara ett år på sin post. Hans största framgångar som manager kom i Spanien, där han tränade Real Madrid två och Real Sociedad tre gånger samt Deportivo La Coruña och Real Murcia en gång vardera. Han har också varit tränare för turkiska Beşiktaş JK och franska AS Saint-Étienne. Han utsågs till förbundskapten för Wales landslag första gången 1994, men avgick redan 41 dagar senare efter en 3–1-förlust mot Norge. Trots detta återfick han jobbet i november 2004.